# 11 de dezembro
11 de dezembro é o 345.º dia do ano no calendário gregoriano (346.º em anos bissextos). Faltam 20 dias para acabar o ano.

## Eventos históricos

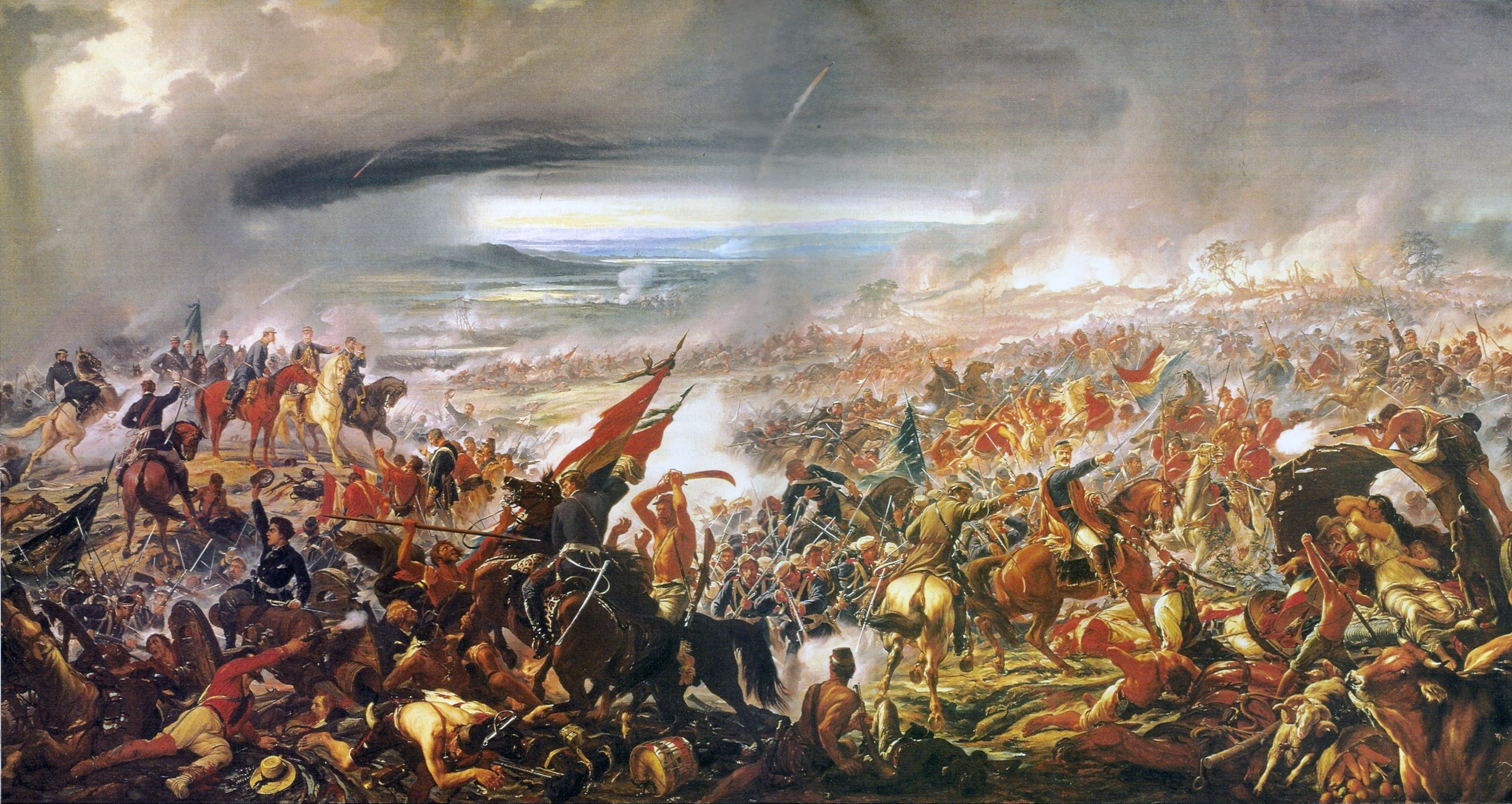
1868: Batalha de Avaí

1946: Fundação do Fundo das Nações Unidas para a Infância

- 0220 — O imperador Xiandi da China é forçado a abdicar do trono por seu filho Cao Cao, terminando a dinastia Han.
- 0361 — Juliano entra em Constantinopla como único imperador do Império Romano.
- 0861 — Assassinato do califa abássida Mutavaquil pela guarda turca, que ascende Almontacir ao trono. Início da "Anarquia em Samarra".
- 0969 — O imperador romano-oriental (bizantino) Nicéforo II Focas é assassinado por sua esposa Teófana e seu amante, o mais tarde imperador João I Tzimisces.
- 1041 — Miguel V, filho adotivo da imperatriz Zoë de Bizâncio, é proclamado imperador do Império Romano do Oriente.
- 1239 — Tratado de Benavente: as herdeiras do Reino de Leão renunciam ao trono ao rei Fernando III de Castela.
- 1602 — Um ataque surpresa das forças sob o comando de Carlos Emanuel I, Duque de Saboia, e seu cunhado, Rei Filipe III da Espanha, é repelido pelos cidadãos de Genebra. (Comemorado anualmente pela Fête de l'Escalade).
- 1640
  - Guerra da Restauração de Portugal: criado o Conselho de Guerra para promover em todos os assuntos relativos ao exército.
  - A Petição Root and Branch, assinada por 15 000 londrinos pedindo a abolição do episcopado, é apresentada ao Parlamento Longo.[1]
- 1675 — A expedição Antonio de Vea entra no Lago San Rafael, no oeste da Patagônia.
- 1688 — Revolução Gloriosa: Jaime II da Inglaterra, enquanto tentava fugir para a França após ter sido destronado, lança o Grande Selo do Reino no rio Tâmisa.
- 1792 — Revolução Francesa: o Rei Luís XVI da França é julgado por traição pela Convenção Nacional.
- 1868 — Guerra do Paraguai: tropas brasileiras derrotam o Paraguai na Batalha de Avaí.
- 1899 — Segunda Guerra dos Bôeres: Na Batalha de Magersfontein, os bôeres infligem uma derrota às forças do Império Britânico tentando aliviar o Cerco de Kimberley.[2]
- 1901 — Guglielmo Marconi transmite o primeiro sinal de rádio transatlântico de Poldhu, Cornualha, Inglaterra para São João da Terra Nova, Terra Nova.[2]
- 1905
  - Consistório presidido pelo Papa Pio X, criou quatro cardeais, dentre os quais Dom Joaquim Arcoverde de Albuquerque Cavalcanti, o primeiro cardeal da América Latina.
  - Uma revolta de trabalhadores ocorre em Kiev, Ucrânia (então parte do Império Russo), e estabelece a República Shuliavka.
  - Dom Joaquim Arcoverde de Albuquerque Cavalcanti torna-se o primeiro cardeal do Brasil e da América Latina.
- 1909 — Fundado o Aero Club de Portugal.
- 1913 — Mais de dois anos depois de ter sido roubada do Louvre, a pintura Mona Lisa de Leonardo da Vinci é recuperada em Florença, Itália. O ladrão, Vincenzo Peruggia, é imediatamente preso.[3]
- 1917
  - Invadida pela Alemanha, a Lituânia sente-se estimulada a proclamar sua independência da Rússia. O país continua sob ocupação alemã até 1919, quando é novamente invadido pelos russos.
  - Primeira Guerra Mundial: o general britânico Edmund Allenby entra em Jerusalém a pé e declara a lei marcial.
- 1925 — A encíclica papal católica Quas Primas introduz a Solenidade de Cristo Rei.
- 1920 — Guerra da Independência da Irlanda: em retaliação a uma emboscada recente do IRA, as forças britânicas queimam e saqueiam vários edifícios na cidade de Cork. Muitos civis relatam terem sido espancados, baleados, roubados e abusados verbalmente pelas forças britânicas.
- 1929 — Anunciado o projeto do Empire State Building em Nova Iorque que, com 102 andares, chegou a ser edifício mais alto do mundo.
- 1931 — Estatuto de Westminster: o Parlamento britânico estabelece a igualdade legislativa entre o Reino Unido e os Domínios da Comunidade das Nações - Austrália, Canadá, Terra Nova, Nova Zelândia, África do Sul e Irlanda.
- 1934 — Bill Wilson, co-fundador dos Alcoólicos Anônimos, toma seu último gole e entra em tratamento pela última vez.
- 1933 — Guerra do Chaco: duas divisões bolivianas se rendem aos paraguaios.
- 1936 — Crise da abdicação no Reino Unido: entra em vigor a abdicação de Eduardo VIII como rei do Reino Unido e dos domínios britânicos além-mar, e Imperador da Índia.
- 1937 — Segunda Guerra Ítalo-Etíope: a Itália deixa a Liga das Nações.
- 1941
  - Segunda Guerra Mundial: Alemanha e Itália declaram guerra aos Estados Unidos, após a declaração de guerra dos americanos ao Japão, na sequência do ataque a Pearl Harbor. Os Estados Unidos, por sua vez, declaram guerra a eles.
  - Segunda Guerra Mundial: a Polônia declara guerra ao Império do Japão.
  - Segunda Guerra Mundial: a Marinha Imperial Japonesa sofre sua primeira perda de navios durante a Batalha da Ilha Wake.
- 1944 — Fundação da JCI (Câmara Júnior Internacional) na Cidade do México.
- 1946 — As Nações Unidas fundam em Nova Iorque a Unicef, entidade voltada para o atendimento das necessidades básicas das crianças no mundo.
- 1948 — Guerra árabe-israelense: aprovada a Resolução 194 da Assembleia Geral das Nações Unidas, criando uma Comissão de Conciliação para mediar o conflito.
- 1958 — O Alto Volta francês e o Daomé Francês ganham autogoverno da França, tornando-se a República do Alto Volta (atual Burkina Faso) e a República do Daomé (atual Benim), respectivamente, e ingressam na Comunidade Francesa.
- 1960 — As forças francesas reagem em um confronto violento com manifestantes na Argélia francesa durante uma visita do presidente francês Charles de Gaulle.
- 1964 — Che Guevara discursa na Assembleia Geral das Nações Unidas na cidade de Nova Iorque.
- 1972 — Apollo 17 se torna a sexta e última missão Apollo a pousar na Lua.
- 1978 — O roubo da Lufthansa é cometido por um grupo liderado pelo associado à Família Lucchese da Cosa Nostra Americana (máfia), Jimmy Burke. Foi o maior roubo de dinheiro já cometido em solo americano, na época.
- 1981 — Massacre de El Mozote: forças armadas em El Salvador matam cerca de 900 civis em uma campanha antiguerrilha durante a Guerra Civil de El Salvador.
- 1990 — Começam as manifestações de estudantes e trabalhadores em toda a Albânia, que eventualmente desencadeiam a queda do comunismo na Albânia.[4]
- 1994 — Primeira Guerra da Chechênia: o presidente russo Boris Yeltsin ordena que tropas russas invadam a Chechênia.
- 1997 — Assinatura do Protocolo de Quioto.
- 1998
  - Lançamento da sonda espacial Mars Climate Orbiter.
  - O voo Thai Airways International 261 cai perto do Aeroporto Surat Thani, matando 101 pessoas. Pensa-se que o piloto do Airbus A310-200 tenha sofrido desorientação espacial.
- 2001 — A República Popular da China ingressa na Organização Mundial do Comércio (OMC).
- 2006
  - A Conferência Internacional para Revisão da Visão Global do Holocausto é aberta em Teerã, Irã, pelo então presidente Mahmoud Ahmadinejad; nações como Israel e os Estados Unidos expressam preocupação.[5]
  - Felipe Calderón, o presidente do México, lança uma ofensiva liderada por militares para acabar com a violência do cartel de drogas no estado de Michoacán. Este esforço é frequentemente considerado como o primeiro evento na Guerra às Drogas no México.
- 2007 — Insurgência islâmica no Magreb: dois carros-bomba explodem em Argel, na Argélia, um perto do Supremo Tribunal Constitucional e o outro perto dos escritórios das Nações Unidas.
- 2008 — Bernard Madoff é preso e acusado de fraude com valores mobiliários em um esquema Ponzi de US$ 50 bilhões.
- 2009 — A desenvolvedora de jogos finlandesa Rovio Entertainment lança o jogo móvel de sucesso Angry Birds internacionalmente no iOS.[6]
- 2011 — Plebiscito sobre a divisão do estado do Pará em três: Pará, Tapajós e Carajás.
- 2016 — Atentado na Catedral Ortodoxa Copta de São Marcos sede do Papa da Igreja Ortodoxa Copta, no distrito Abbasia, na cidade do Cairo, capital do Egito, deixou 25 mortos e 49 feridos.

## Nascimentos

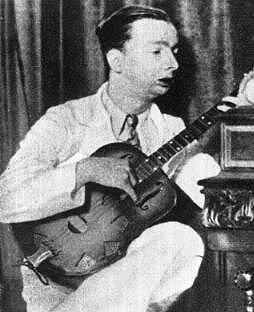
Noel Rosa

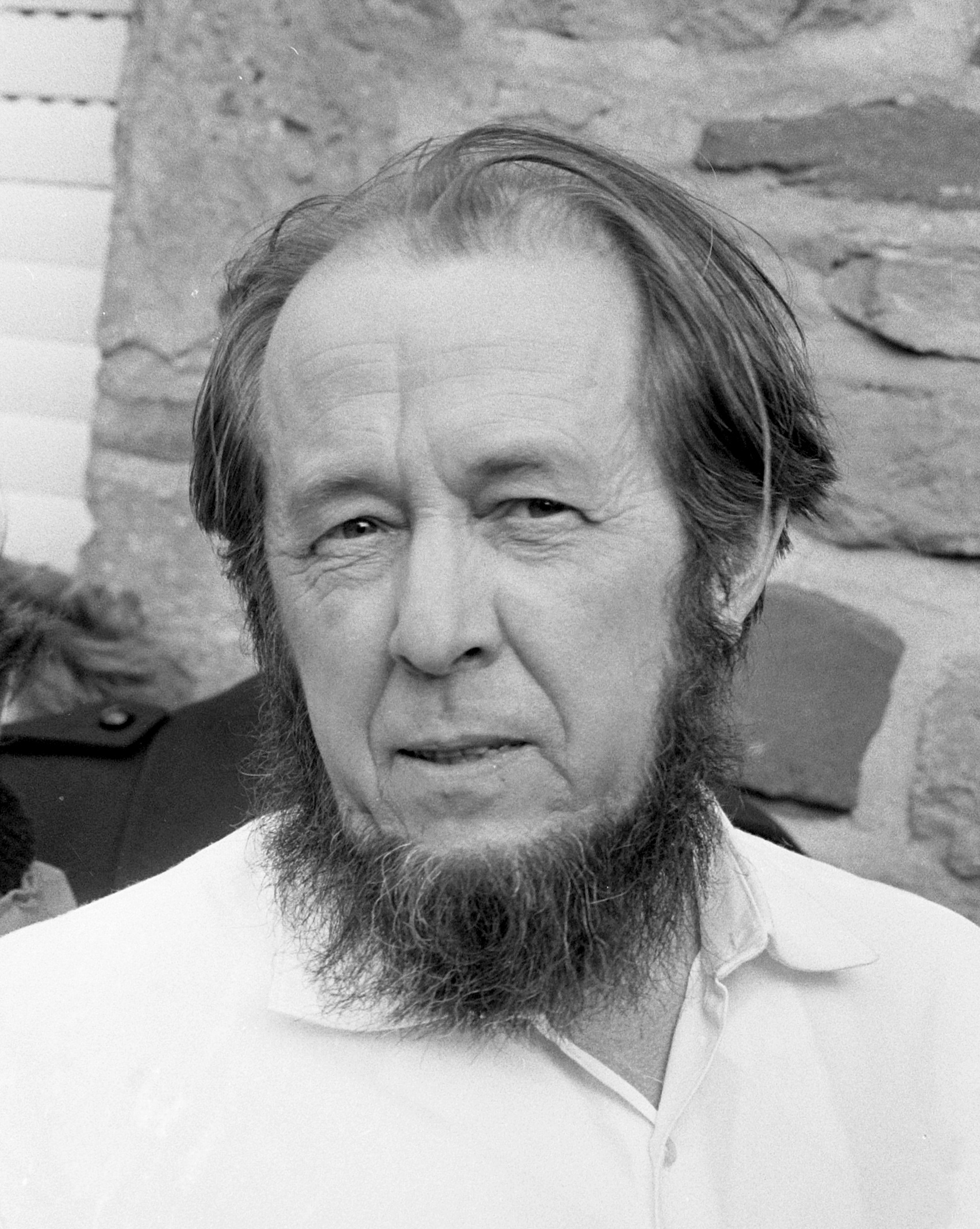
Alexander Soljenítsin

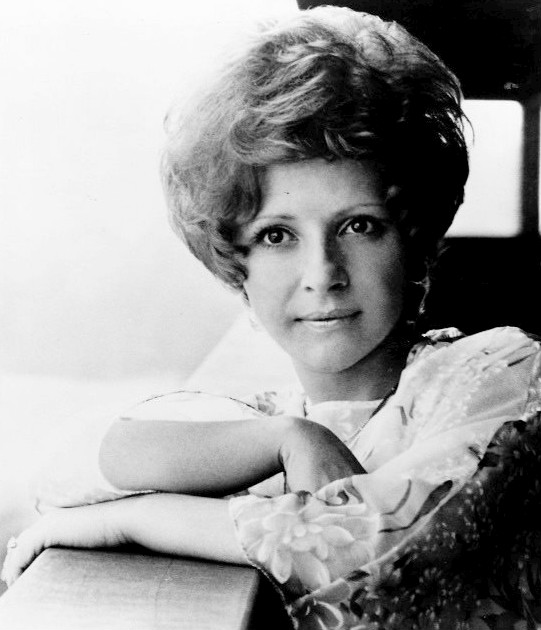
Brenda Lee

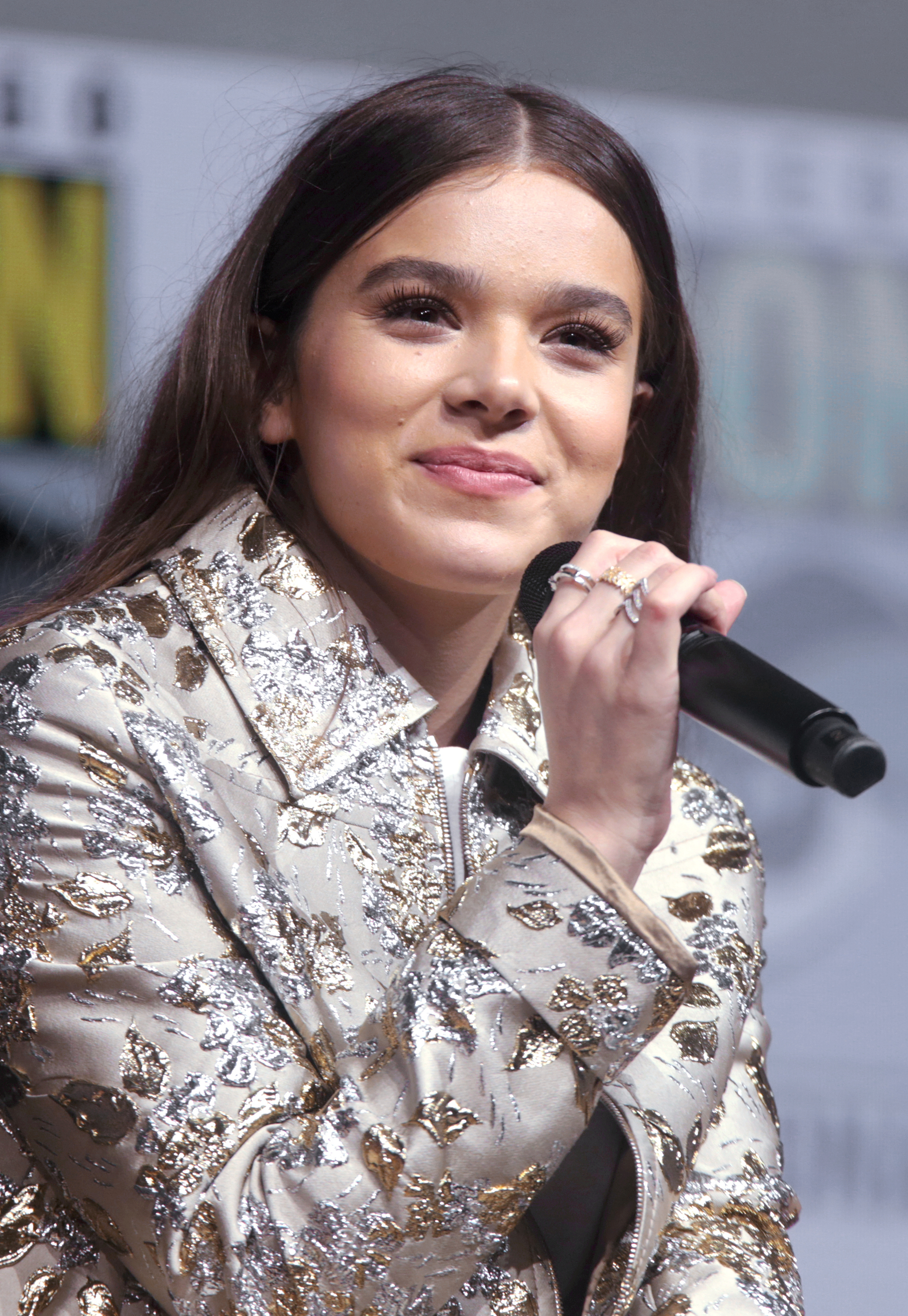
Hailee Steinfeld

### Anterior ao século XIX
- 1445 — Everardo I de Württemberg (m. 1496).
- 1475 — Papa Leão X (m. 1521).
- 1566 — Manuel Cardoso, compositor português (m. 1650).
- 1712 — Francesco Algarotti, filósofo, crítico e escritor de ópera italiano (m. 1764).

### Século XIX
- 1803 — Hector Berlioz, compositor francês (m. 1869).
- 1810 — Alfred de Musset, dramaturgo, poeta e novelista francês (m. 1857)
- 1824 — Víctor Balaguer, político e poeta espanhol (m. 1901)
- 1843 — Robert Koch, médico e bacteriologista alemão (m. 1910).
- 1857 — Rodolfo Amoedo, pintor brasileiro (m. 1941).
- 1869 — Abade Arede, abade e historiador português (m. 1953).
- 1876 — Mieczysław Karłowicz, compositor polonês (m. 1909).
- 1882
  - Max Born, físico alemão (m. 1970).
  - Fiorello La Guardia, político norte-americano (m. 1947).
- 1890 — Carlos Gardel, cantor argentino (m. 1935).
- 1893 — Alceu Amoroso Lima, educador e crítico literário brasileiro (m. 1983).
- 1897 — Sabino Bilbao, futebolista espanhol (m. 1983).

### Século XX

#### 1901–1950
- 1904
  - Felix Nussbaum, pintor alemão (m. 1944)
  - Marjorie Henderson Buell, desenhista norte-americana (m. 1993)
- 1905 — Gilbert Roland, ator mexicano (m. 1994)
- 1908
  - Manoel de Oliveira, cineasta português (m. 2015).
  - Amon Göth, militar austríaco (m. 1946).
- 1910 — Noel Rosa, cantor, músico e compositor brasileiro (m. 1937).
- 1911
  - Naguib Mahfouz, escritor egípcio (m. 2006).
  - Heinrich Lehmann-Willenbrock, militar alemão (m. 1986).
- 1913 — Jean Marais, ator francês (m. 1998).
- 1916
  - Osmar de Aquino, político e jurista brasileiro (m. 1980).
  - Pérez Prado, pianista e compositor cubano (m. 1989).
- 1918
  - Aleksandr Solzhenitsyn, escritor russo (m. 2008).
  - László Gyetvai, futebolista húngaro (m. 2013).
- 1919
  - Marie Windsor, atriz norte-americana (m. 2000).
  - Abdel Hakim Amer, militar e político egípcio (m. 1967).
- 1921 — Liz Smith, atriz britânica (m. 2016).
- 1923 — Juan Arricio, futebolista boliviano (m. ?).
- 1925
  - Paul Greengard, neurocientista americano (m. 2019).
  - Daniel Filipe, poeta e jornalista cabo-verdiano (m. 1964).
- 1928 — Tomás Gutiérrez Alea, cineasta cubano (m. 1996).
- 1930
  - Chus Lampreave, atriz espanhola (m. 2016).
  - Nguyen Ngoc Loan, militar e político vietnamita (m. 1998).
  - Jean-Louis Trintignant, ator francês (m. 2022).
- 1931
  - Rajneesh, filósofo indiano (m. 1990).
  - Rita Moreno, atriz porto-riquenha.
- 1932 — Aladár Kovácsi, pentatleta húngaro (m. 2010).
- 1935
  - Amaury Antônio Pasos, ex-jogador de basquete brasileiro (m. 2024).
  - Ferdinand Alexander Porsche, designer de automóveis alemão (m. 2012).
- 1936
  - Erich Hagen, ciclista alemão (m. 1978).
  - Luiz de Castro, cantor e compositor brasileiro (m. 2017).
- 1938
  - Enrico Macias, cantor franco-argelino.
  - McCoy Tyner, pianista e compositor norte-americano (m. 2020).
- 1941
  - Max Baucus, político norte-americano.
  - Robert Fellowes, Barão Fellowes (m. 2024).
- 1942
  - Guðrún Bjarnadóttir, ex-modelo islandesa.
  - Karen Hantze Susman, ex-tenista norte-americana.
- 1943
  - John Kerry, político estadunidense.
  - Alain de Benoist, escritor e filósofo francês.
- 1944
  - Brenda Lee, cantora norte-americana.
  - Gianni Morandi, cantor e ator italiano.
  - Vladimir Palmeira, político brasileiro.
  - Teri Garr, atriz estadunidense (m. 2024).
- 1945
  - Jarno Saarinen, motociclista finlandês (m. 1973).
  - Ewerton de Castro, ator brasileiro.
- 1946
  - Robert Van Lancker, ex-ciclista belga.
  - Miguel Rio Branco, fotógrafo e artista multidisciplinar brasileiro.
  - Yakov Eliashberg, matemático russo.
- 1948 — Chester Thompson, baterista norte-americano.
- 1949 — Ivan Buljan, ex-futebolista bósnio.
- 1950 — Christina Onassis, empresária norte-americana (m. 1988).

#### 1951–2000
- 1951
  - Spike Edney, músico britânico.
  - Fausto Giannecchini, ex-jogador de basquete brasileiro.
- 1952 — Mário Gomes, ator brasileiro.
- 1954
  - Elizângela, atriz brasileira (m. 2023).
  - Jermaine Jackson, músico norte-americano.
  - Pushpa Kamal Dahal, político nepalês.
  - Vágner Bacharel, futebolista brasileiro (m. 1990).
- 1956
  - Ricardo Giusti, ex-futebolista argentino.
  - Stevie Young, músico britânico.
- 1958
  - Nikki Sixx, músico estadunidense.
  - Ever Hernández, ex-futebolista salvadorenho.
  - Chris Hughton, ex-futebolista e treinador de futebol irlandês.
  - Regina Maršíková, ex-tenista tcheca.
- 1960
  - Benjamín Galindo, ex-futebolista e treinador de futebol mexicano.
  - Rachel Portman, compositora britânica.
- 1961
  - Macky Sall, político senegalês.
  - Jorge da Silva, ex-futebolista e treinador de futebol uruguaio.
  - Darryl Jones, músico norte-americano.
  - Steve Nicol, ex-futebolista e treinador de futebol britânico.
- 1962
  - Denise Biellmann, ex-patinadora artística suíça.
  - Roland Günther, ex-ciclista alemão.
  - Luca Baldisserri, engenheiro automobilístico italiano.
  - Ben Browder, ator norte-americano.
- 1963 — Nigel Winterburn, ex-futebolista britânico.
- 1964 — Tuca Andrada, ator brasileiro.
- 1966
  - Cássio Scapin, ator e diretor teatral brasileiro.
  - Gary Dourdan, ator norte-americano.
  - Leon Lai, ator e cantor chinês.
  - Adolfo Ríos, ex-futebolista mexicano.
- 1968
  - Fabrizio Ravanelli, ex-futebolista e treinador de futebol italiano.
  - Emmanuelle Charpentier, microbiologista e imunologista francesa.
- 1969
  - Viswanathan Anand, enxadrista indiano.
  - Alessandro Melli, ex-futebolista italiano.
- 1970
  - Chris Henderson, ex-futebolista norte-americano.
  - Dudu Caribé, músico brasileiro (m. 2010).
- 1972
  - Andriy Husin, futebolista ucraniano (m. 2014).
  - Sami Al-Jaber, ex-futebolista e treinador de futebol saudita.
  - Paulo Santos, ex-futebolista português.
- 1973 — Marcelo Galvão, cineasta, roteirista e produtor de cinema brasileiro
- 1974
  - Rey Mysterio, wrestler norte-americano.
  - Simon Addo, ex-futebolista ganês.
  - Enrique Alfaro, ex-futebolista mexicano.
- 1975 — Daouda Karaboué, handebolista francês.
- 1976
  - Timmy Simons, ex-futebolista e treinador de futebol belga.
  - Shareef Abdur-Rahim, ex-jogador de basquete norte-americano.
- 1977 — Roberto Baronio, ex-futebolista italiano.
- 1979
  - Markus Katzer, ex-futebolista austríaco.
  - Massimo Scali, ex-patinador artístico italiano.
- 1980 — Marco Calvani, dramaturgo, diretor, cineasta, tradutor e ator italiano.
- 1981
  - Javier Saviola, ex-futebolista e treinador de futebol argentino.
  - Mohamed Zidan, ex-futebolista egípcio.
  - Lívia Rossi, atriz brasileira.
  - Nikki Benz, atriz canadense.
  - Bruno Rangel, futebolista brasileiro (m. 2016).
- 1982 — Song Xiaoyun, ex-jogadora de basquete chinesa.
- 1983 — Vital Radzivonaw, ex-futebolista bielorrusso.
- 1984
  - Carlos Alberto, ex-futebolista brasileiro.
  - Sandra Echeverría, atriz e cantora mexicana.
  - Kennedy Mweene, futebolista zambiano.
  - Leighton Baines, ex-futebolista britânico.
- 1985 — Karla Souza, atriz mexicana.
- 1987
  - Fabian Johnson, ex-futebolista teuto-americano.
  - Natalia Gordienko, atriz e dançarina moldávia.
  - Alex Russell, ator australiano.
- 1988
  - Everton, futebolista brasileiro.
  - Marcos Rocha, futebolista brasileiro.
  - Isaac Alfaiate, ator e modelo português.
- 1989 — Agenor Detofol, futebolista brasileiro.
- 1990 — Hassan Al-Haydos, futebolista qatari.
- 1991 — Anna Bergendahl, cantora sueca.
- 1992
  - Ivana Hong, ginasta estadunidense.
  - Jan Klobučar, jogador de vôlei esloveno.
  - Gen Shoji, futebolista japonês.
  - Christophe Laporte, ciclista francês.
- 1993 — Yalitza Aparicio, atriz mexicana.
- 1994
  - Gabriel Basso, ator norte-americano.
  - Jéssica Silva, futebolista portuguesa.
- 1995 — Iván Salvador, futebolista guinéu-equatoriano.
- 1996
  - Hailee Steinfeld, atriz e cantora norte-americana.
  - Jack Griffo, ator e cantor norte-americano.
  - Eliza McCartney, atleta neozelandesa.
  - Albert Arenas, motociclista espanhol.
- 1997 — Konstantinos Mavropanos, futebolista grego.
- 2000
  - Onyeka Okongwu, jogador de basquete norte-americano.
  - Josha Vagnoman, futebolista alemão.

### Século XXI
- 2001 — Armel Bella-Kotchap, futebolista alemão.

## Mortes

### Anterior ao século XIX
- 0384 — Papa Dâmaso I (n. 305).
- 0861 — Mutavaquil, califa abássida (n. 821).
- 1121 — Lavendálio, vizir fatímidas (n. 1066).
- 1241 — Oguedai Cã, grão-cã do Império Mongol (n. 1186).
- 1282
  - Llywelyn ap Gruffydd, príncipe galês (n. 1223).
  - Miguel VIII Paleólogo, imperador bizantino (n. 1224).
- 1532 — Pietro Accolti, prelado italiano (n. 1455).
- 1582 — Fernando Álvarez de Toledo y Pimentel, general espanhol (n. 1507).
- 1595 — Filipe III de Croÿ (n. 1526).
- 1610 — Adam Elsheimer, artista alemão (n. 1578).
- 1686 — Luís II, Príncipe de Condé, general francês (n. 1621).
- 1694 — Rainúncio II Farnésio, duque de Parma e Placência (n. 1630).

### Século XIX
- 1826 — Maria Leopoldina de Áustria (n. 1797).
- 1838 — Francisco Manuel Trigoso, político português (n. 1777).
- 1840 — Kokaku, imperador do Japão (n. 1771).
- 1872 — Kamehameha V do Havaí (n. 1830).
- 1880 — Oliver Winchester, empresário norte-americano (n. 1830).
- 1893 — John Stott Howorth, comerciante e industrial britânico (n. 1810).

### Século XX
- 1905 — Edward Atkinson, economista norte-americano (n. 1827).
- 1911 — Thomas Ball, escultor, cantor e pintor americano (n. 1819).
- 1916 — Miguel Vaz de Almada, nobre e político português (n. 1860).
- 1938 — Christian Lous Lange, político norueguês (n. 1869).
- 1955 — Elspeth Dudgeon, atriz escocesa (n. 1871).
- 1978 — Vincent du Vigneaud, químico norte-americano (n. 1901).
- 1994 — Dionisio Azevedo, ator, diretor e roteirista brasileiro (n. 1922).
- 1996 — Antônio Nássara, desenhista e compositor brasileiro (n. 1910).

### Século XXI
- 2002 — Carlos Zara, ator brasileiro (n. 1930).
- 2003 — Ahmadou Kourouma, escritor costa-marfinense (n. 1927).
- 2007
  - Ottomar Pinto, político brasileiro (n. 1930).
  - Fernanda Botelho, escritora portuguesa (n. 1926).
- 2008
  - Ali Alatas, político e diplomata indonésio (n. 1932).
  - Bettie Page, modelo norte-americana (n. 1923).
- 2009 — Jamil Haddad, político e médico brasileiro (n. 1926).
- 2011 — Rodolfo Bottino, ator brasileiro (n. 1959).
- 2012 — Ravi Shankar, músico indiano (n. 1920).
- 2020
  - Ubirany, compositor, cantor e instrumentista brasileiro (n. 1940).
  - Kim Ki-duk, cineasta sul-coreano (n. 1960).
  - Zora Yonara, radialista, radioatriz e astróloga brasileira (n. 1929).
- 2022 — Angelo Badalamenti, compositor ítalo-estadunidense (n. 1937).

## Feriados e eventos cíclicos

### Brasil
- Aniversário do município de São Miguel, Rio Grande do Norte.
- Aniversário do município de Bataguassu, Mato Grosso do Sul.
- Aniversário do município de Campo Magro, Paraná.
- Dia Nacional das APAEs
- Dia do Engenheiro

### Portugal
- Feriado municipal em Portimão

### Internacional
- Dia Nacional do Tango - Argentina
- Dia Internacional das Montanhas (UNESCO)

### Cristianismo
- Daniel, o Estilita
- Nossa Senhora de Warraq
- Papa Dâmaso I
- Sabino de Placência

## Outros calendários
- No calendário romano era o 3.º dia (III) antes dos idos de dezembro.
- No calendário litúrgico tem a letra dominical B para o dia da semana.
- No calendário gregoriano a epacta do dia é x.